# Biserica de lemn din Topla
Biserica de lemn din Topla, comuna Mănăștiur, județul Timiș, a fost construită în 1746. Biserica avea hramul „Sfinții Arhangheli”. 
Satul Topla se află practic pe cale de dispariție, în prezent în el mai locuiesc doar două familii, iar la recensământul din 2002 au fost înregistrați doar 6 locuitori. Biserica, unul din cele mai valoroase monumente religioase din Banat, a fost demontată în Topla, în 1987, și adusă la Timișoara, unde a fost refăcută în perioada 1994 - 1996, în cadrul Muzeului Satului Bănățean, acolo unde se află și în prezent.

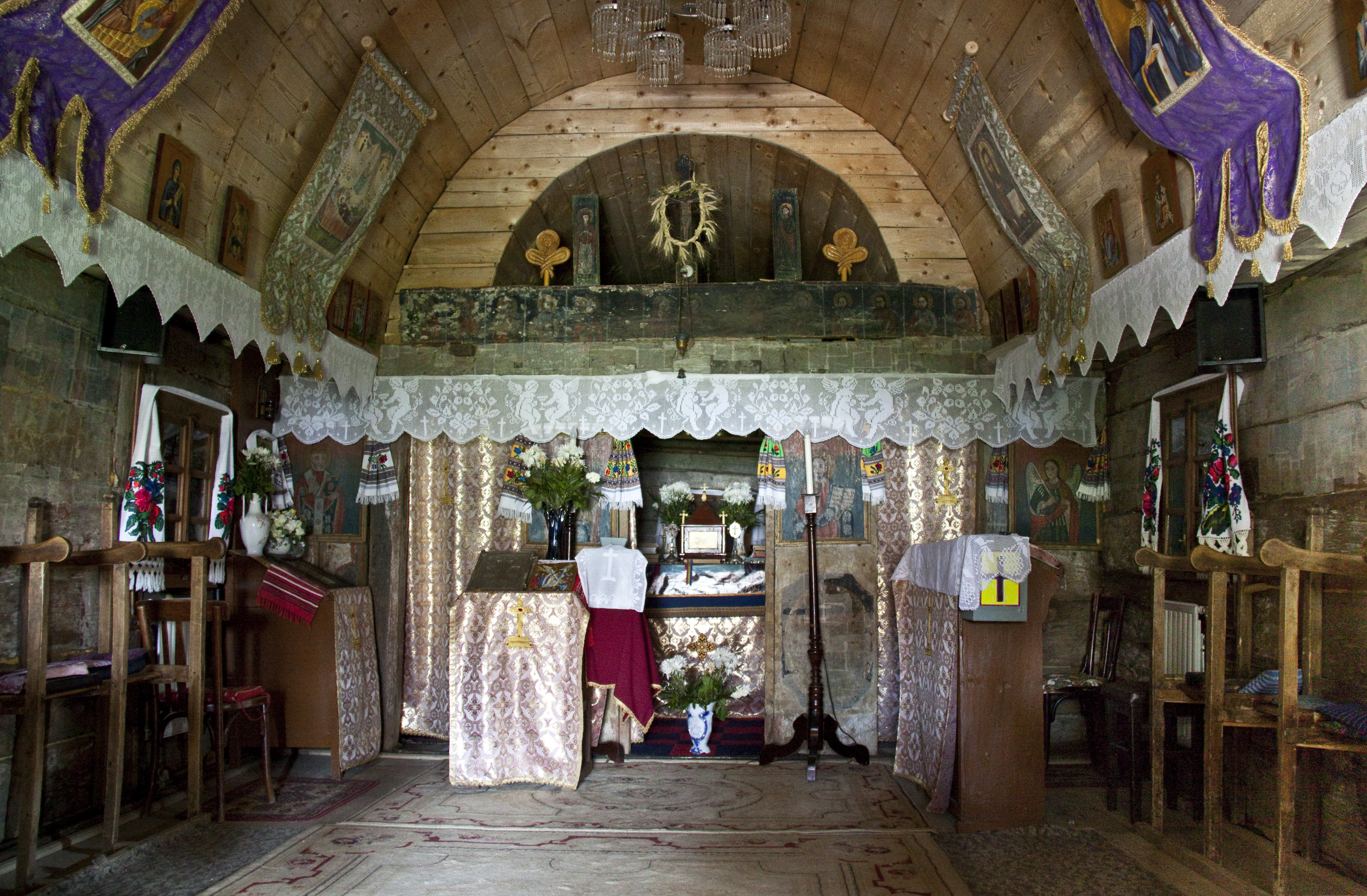
Interiorul naosului cu iconostasul. Foto: aprilie 2010

După refacere, fost resfințită și i s-a schimbat hramul în „Nașterea Maicii Domnului” (8 septembrie). Biserica este înscrisă pe noua listă a monumentelor istorice, LMI 2004:  TM-II-m-A-06093.
În noaptea dintre 25 și 26 martie 2025 un incendiu a distrus complet biserica.
Biserica a fost afectată considerabil fără a fi distrusă complet.https://www.ziuadevest.ro/biserica-de-la-topla-va-fi-restaurata-dupa-incendiul-devastator-care-i-a-distrus-acoperisul-si-turla/

## Imagini din exterior

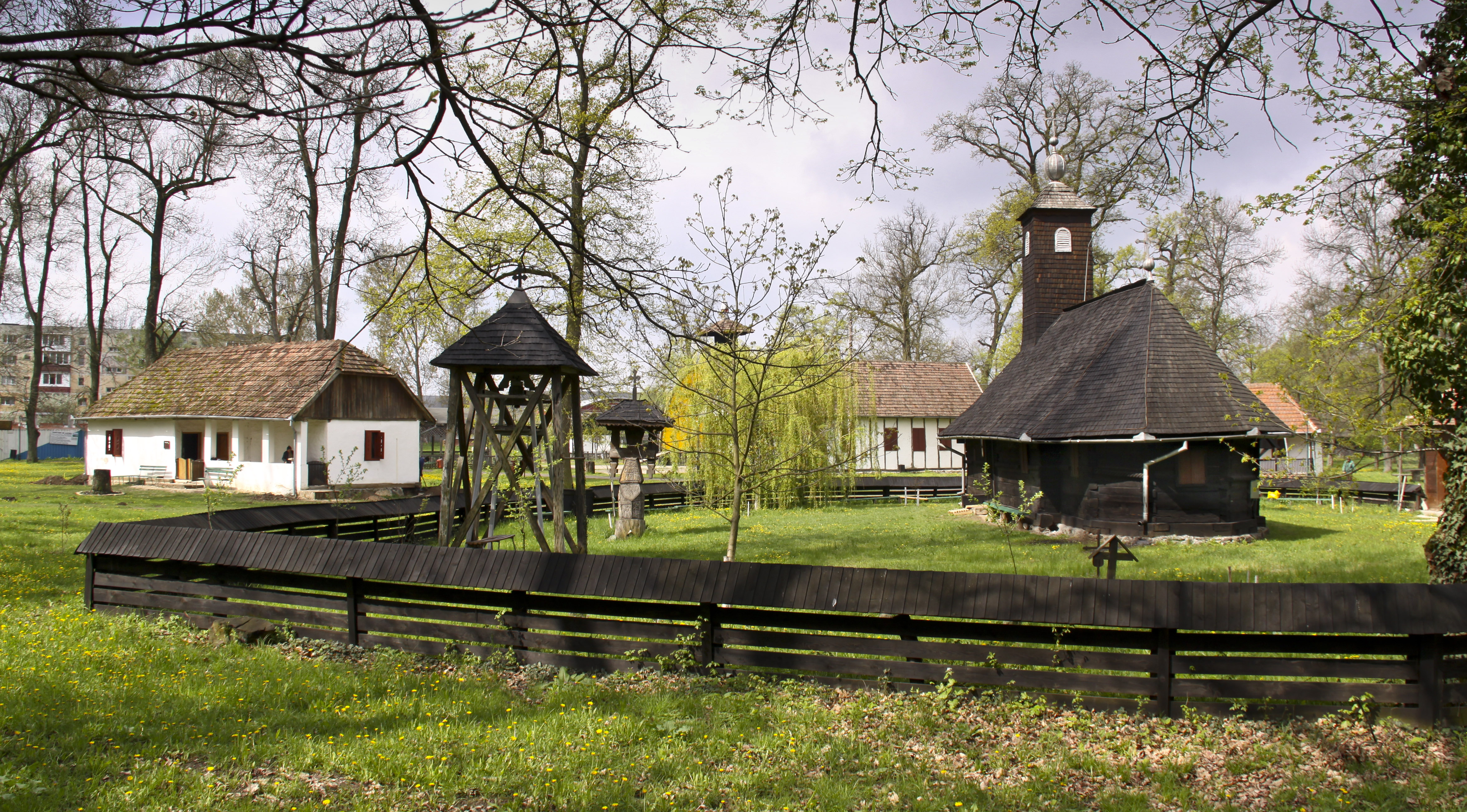
sud-est
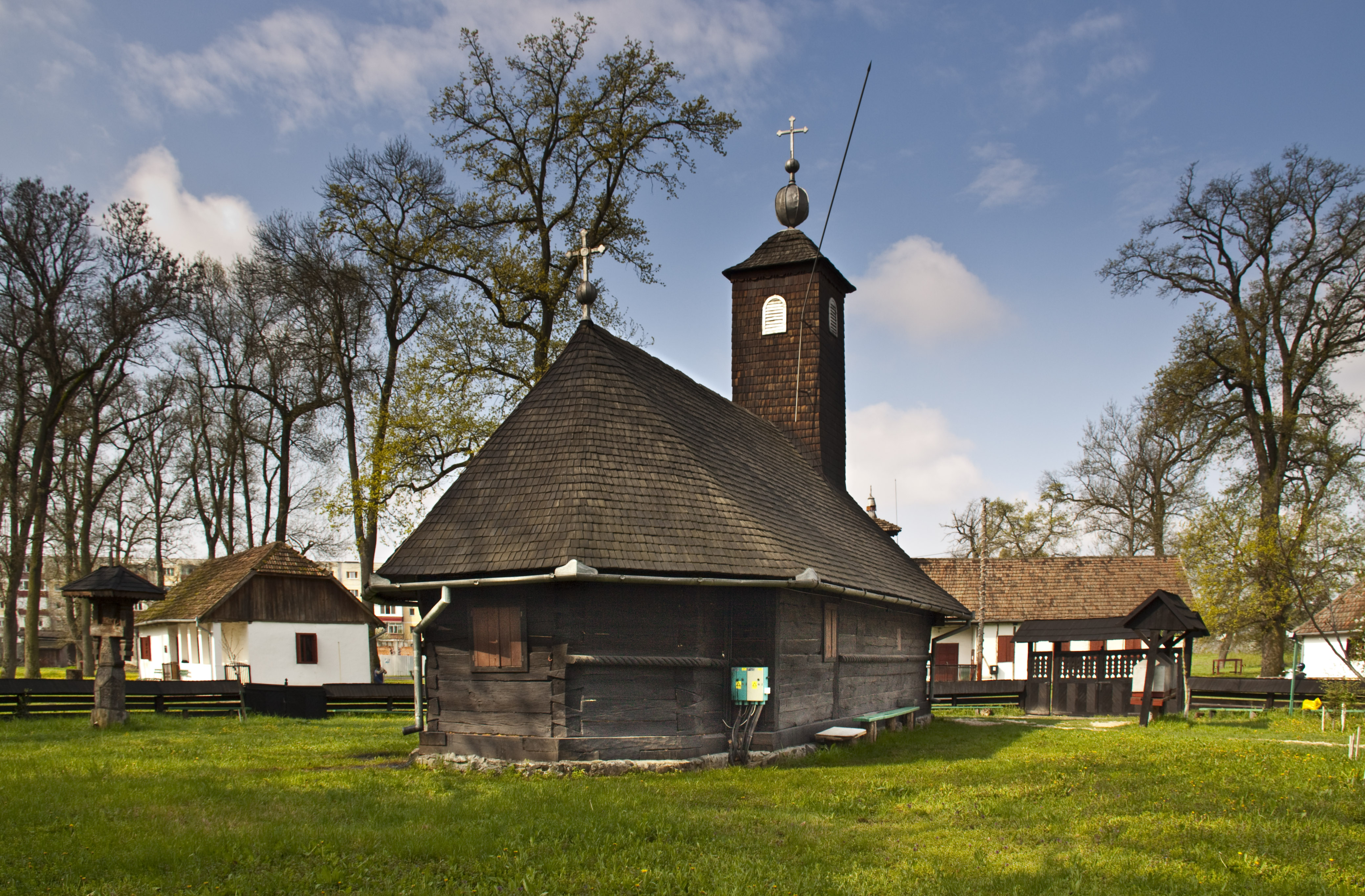
nord-est
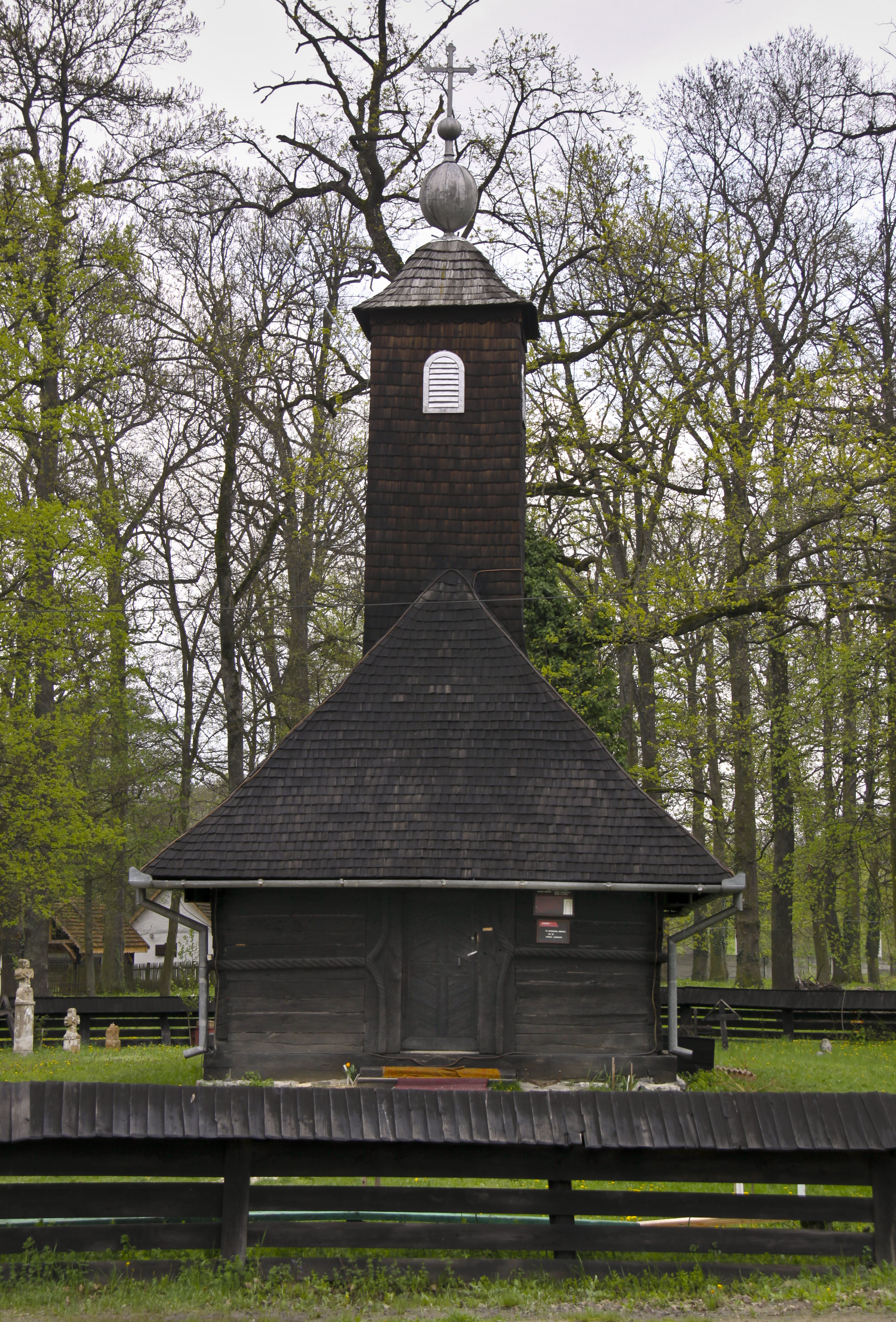
vest
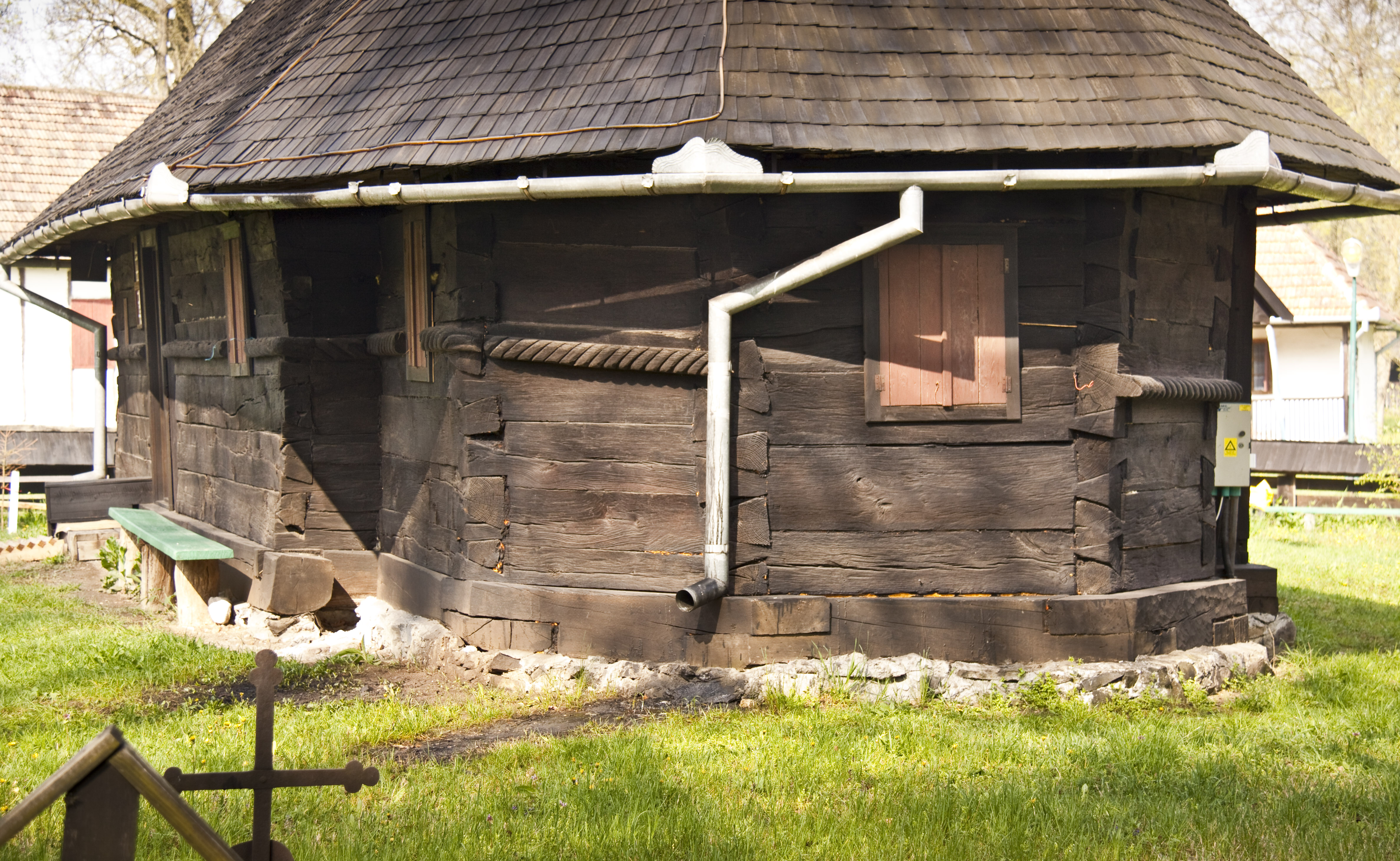
butea, sud-est
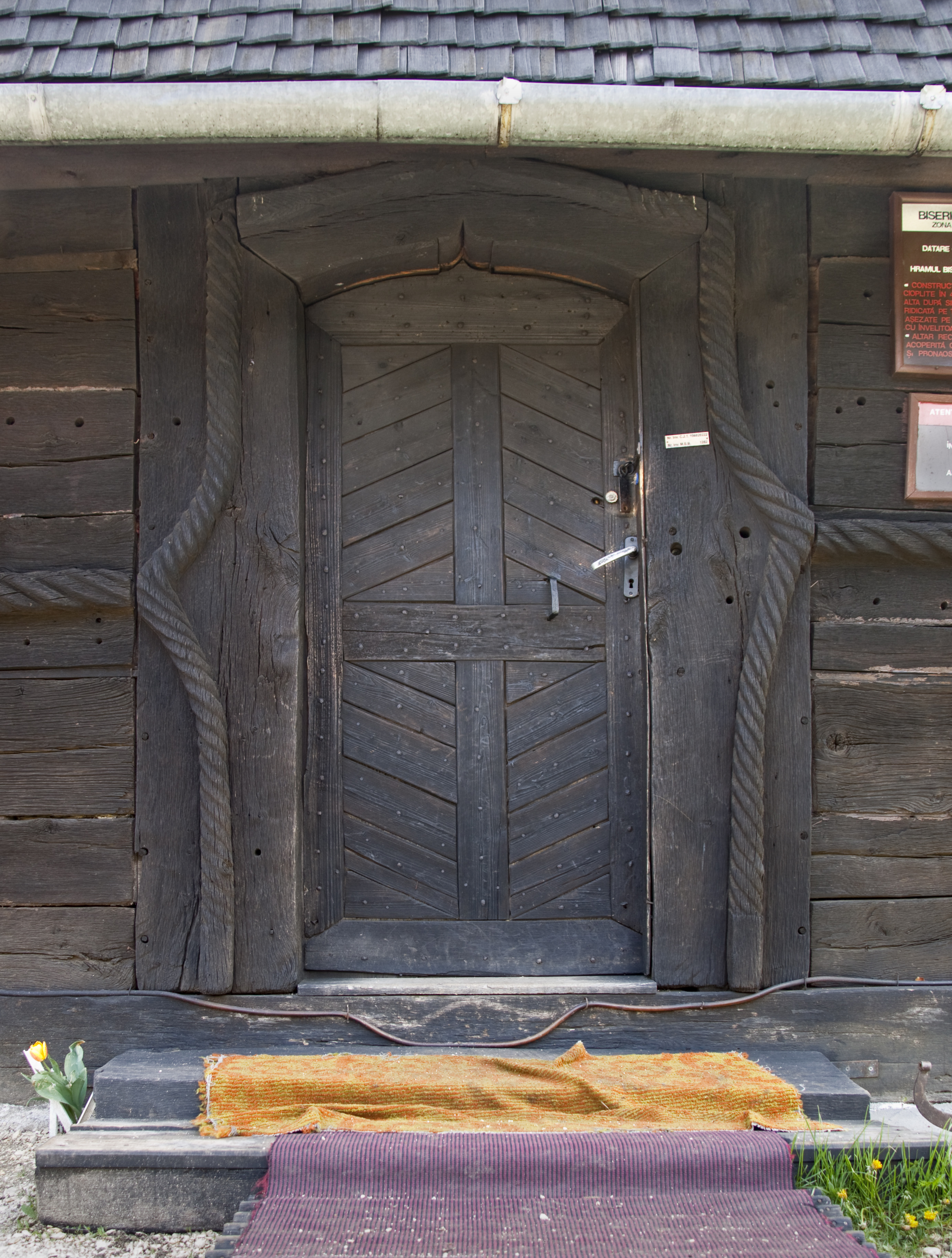
portal intrare vest
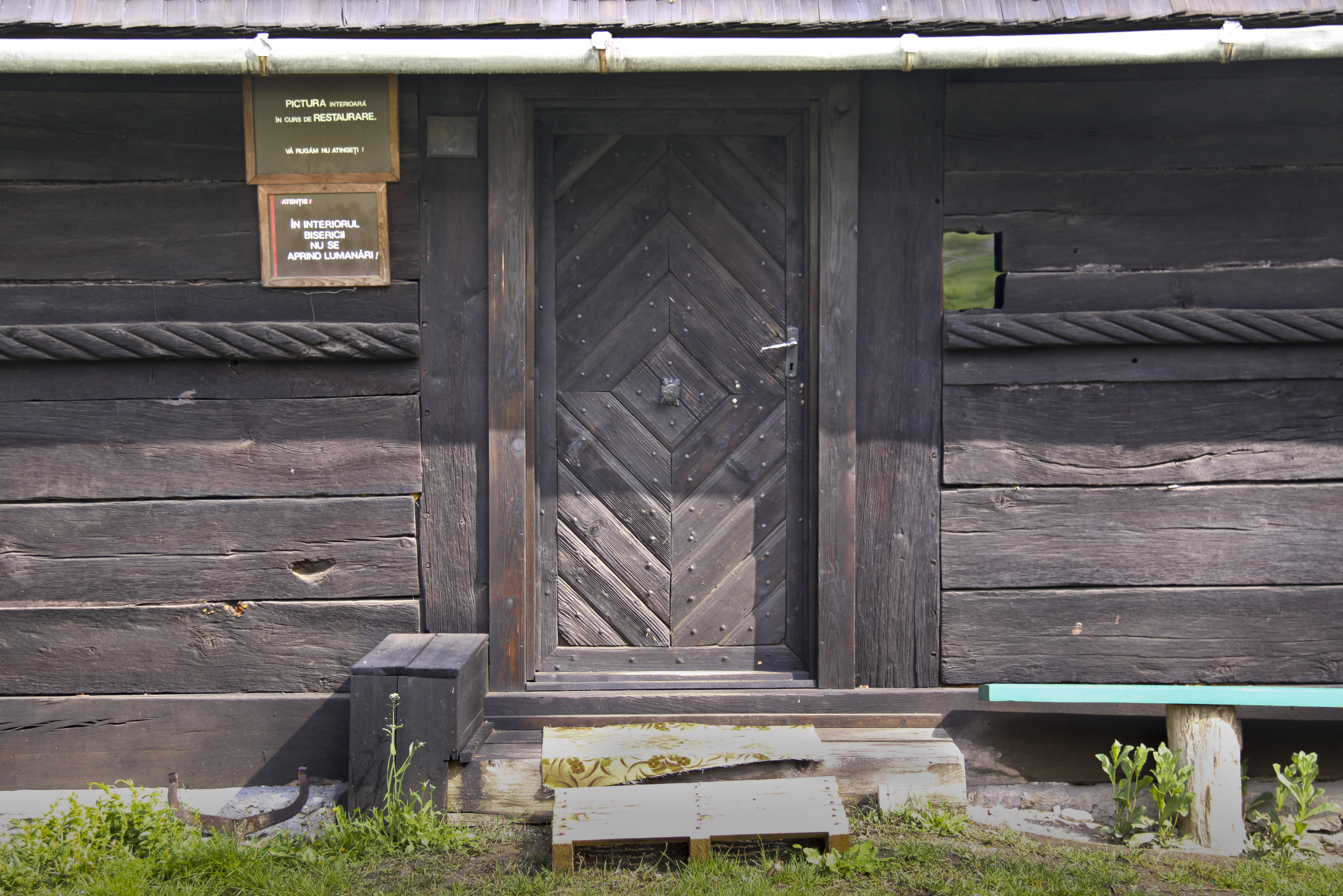
ușă la naos, sud
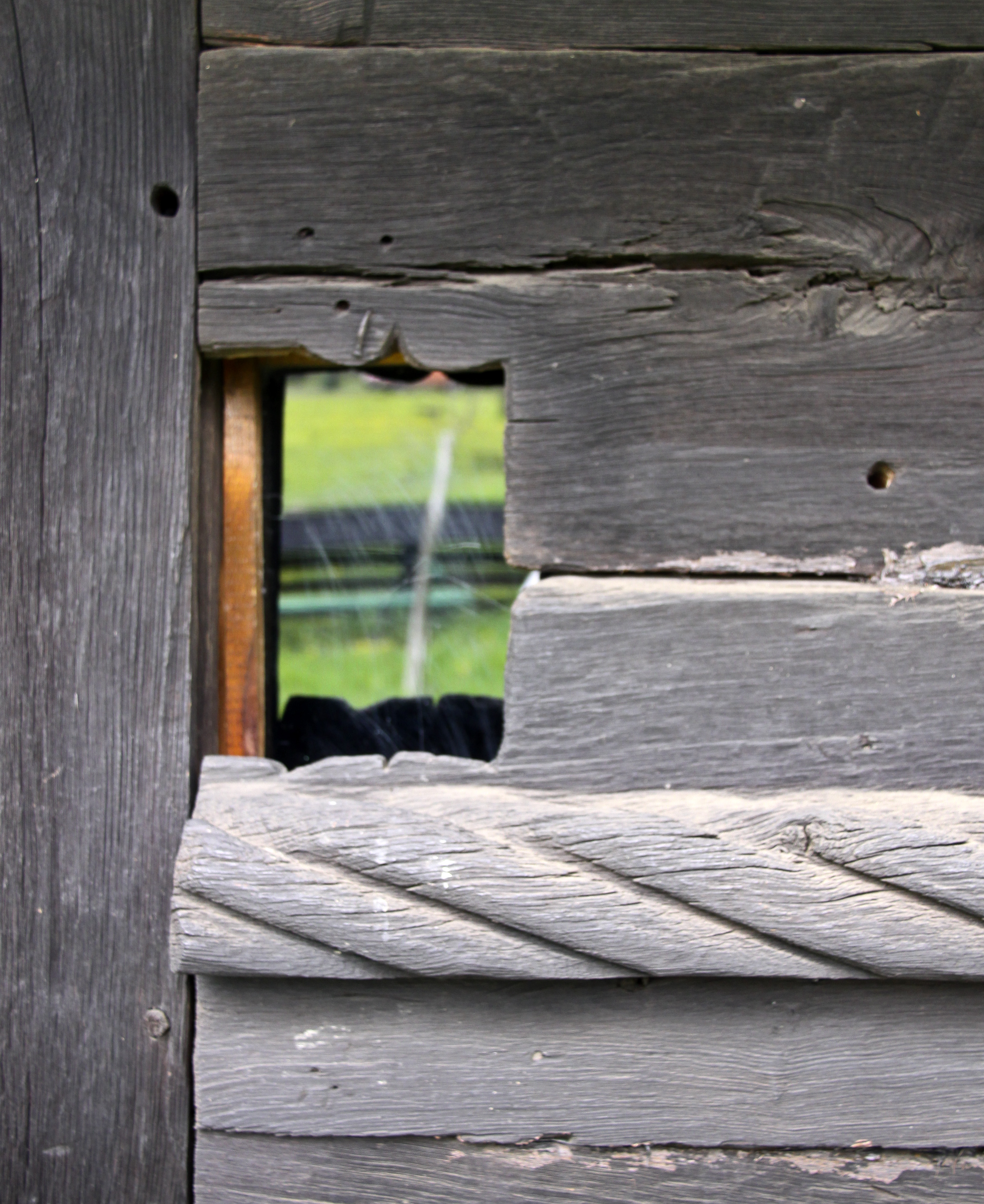
fereastră originală, sud
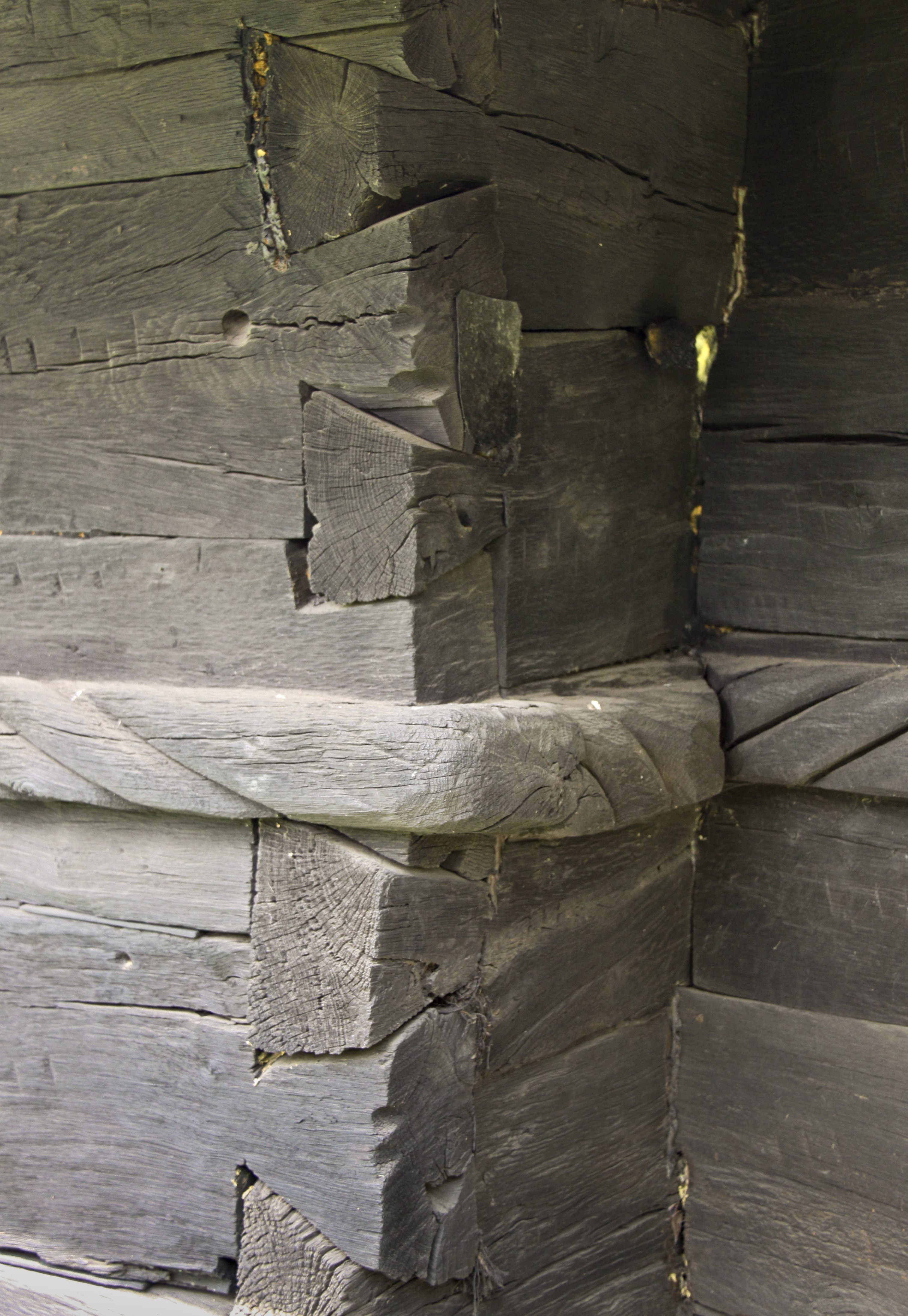
chetori naos, sud-est

## Imagini din interior

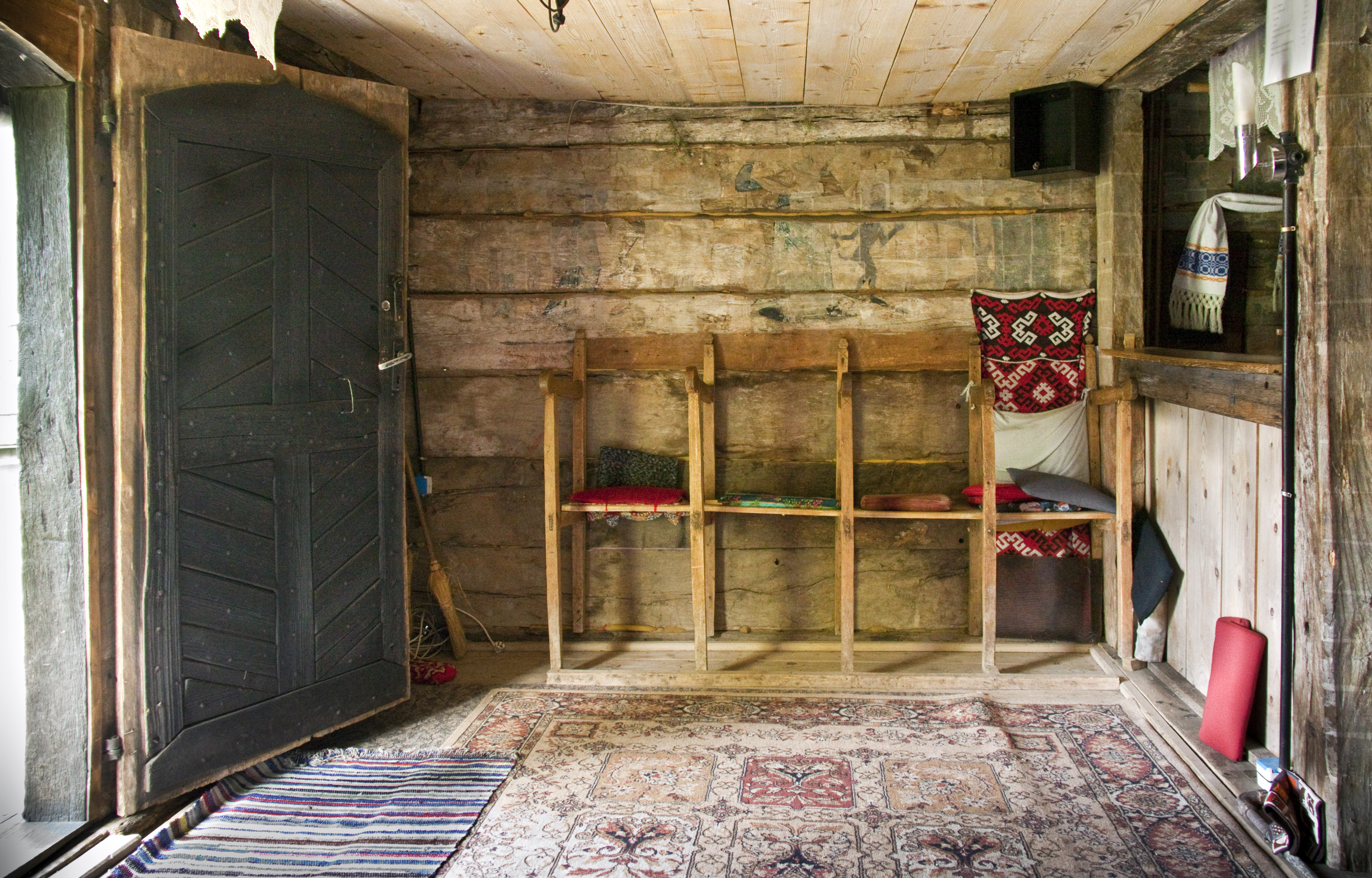
pronaos
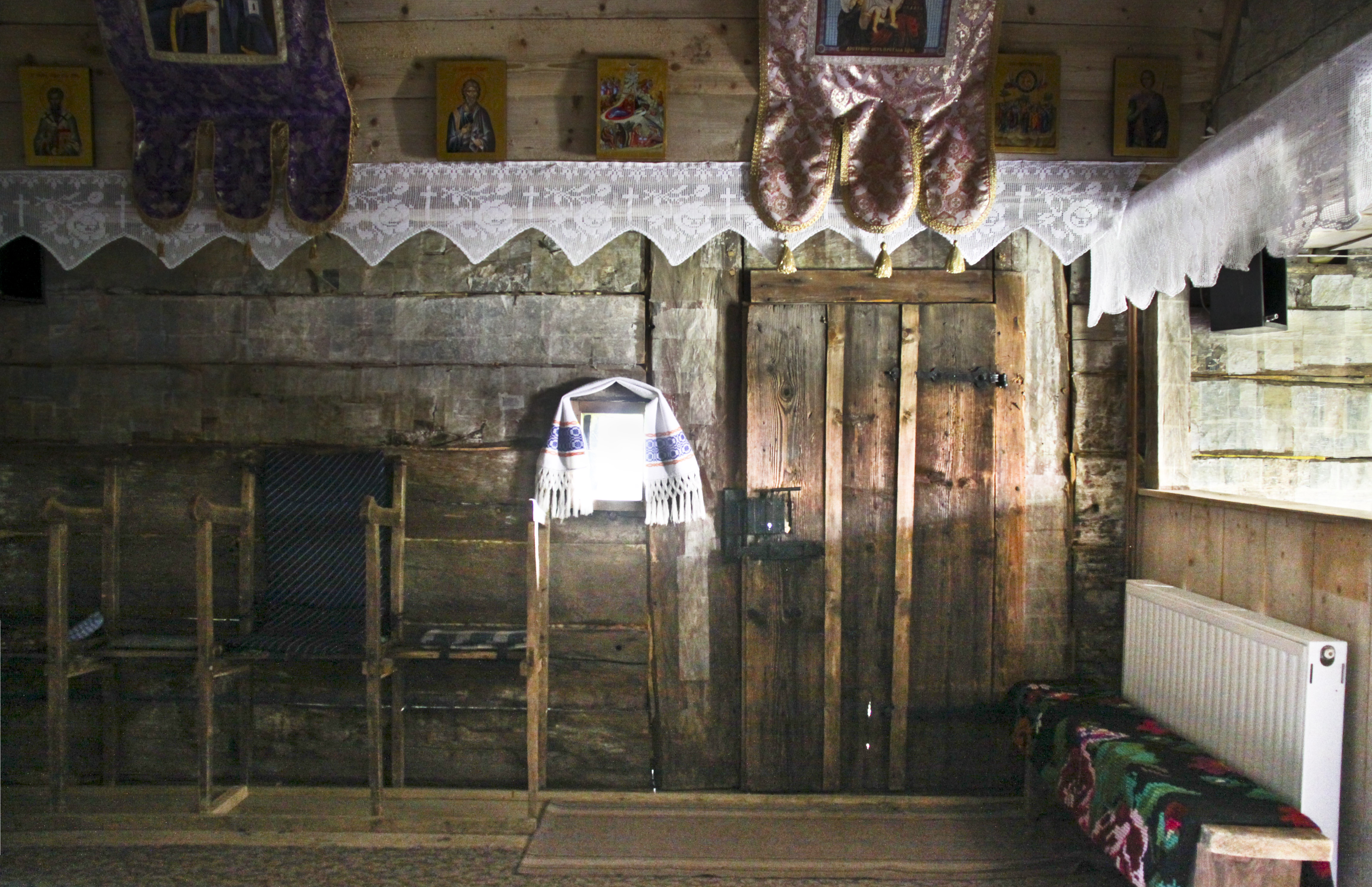
naos
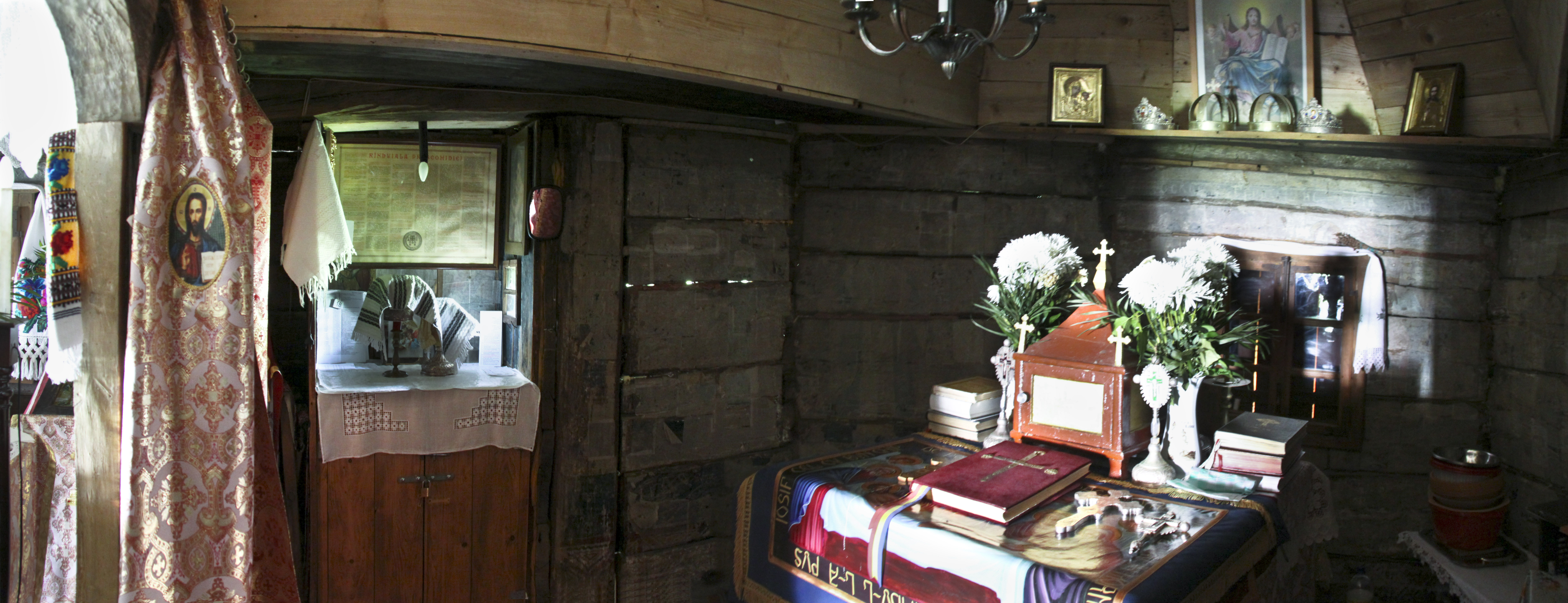
altar
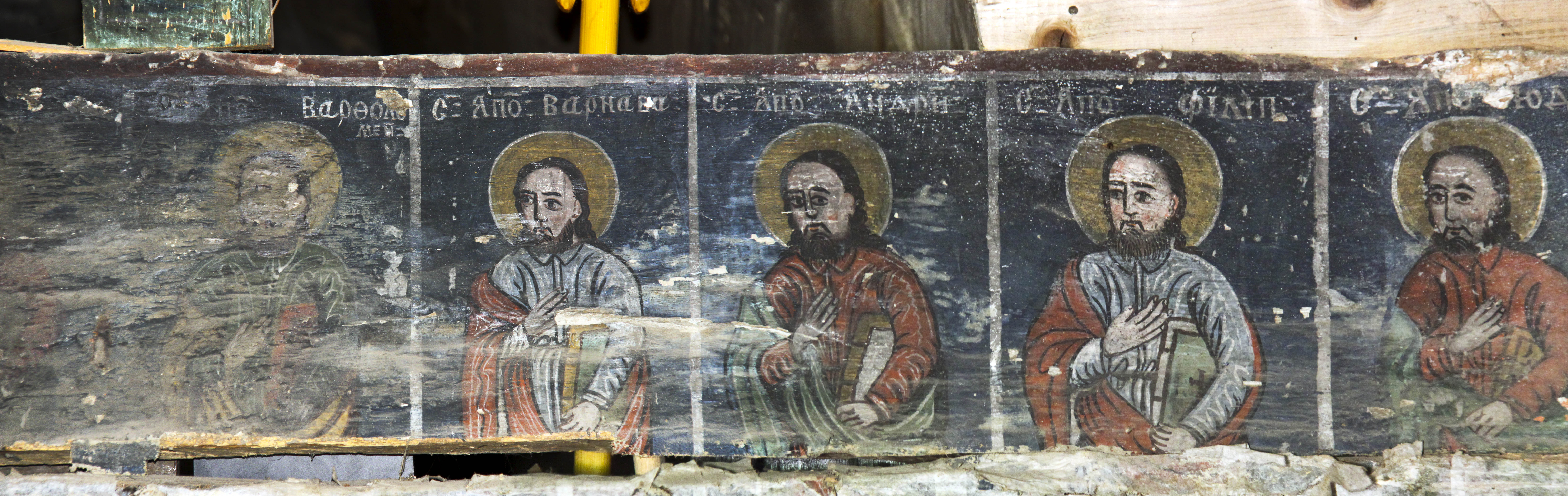
apostoli pe iconostas